# Rada Najwyższa Autonomicznej Republiki Adżarii

## Chronologiczna lista Przewodniczących Rady Najwyższej
| Osoba | Osoba   | Osoba                                    | Kadencja             | Kadencja             | Partia polityczna               |
| #     | Portret | Imię i Nazwisko                          | Od                   | Do                   | Partia polityczna               |
| ----- | ------- | ---------------------------------------- | -------------------- | -------------------- | ------------------------------- |
| 1     |         | Asłan Abaszydze (1938–)                  | sierpień 1991        | 6 maja 2004          | Unia Demokratycznego Odrodzenia |
| -     |         | Lewan Warszalomidze (1972–) (tymczasowo) | 7 maja 2004          | 20 lipca 2004        | Zjednoczony Ruch Narodowy       |
| 2     |         | Micheil Makaradze (1946–)                | 20 lipca 2004        | 28 października 2012 | Nasza Adżaria                   |
| 3     |         | Awtandil Beridze (1955–)                 | 28 października 2012 | 28 listopada 2016    | Gruzińskie Marzenie             |
| 4     |         | Dawid Gabaidze (1980–)                   | 28 listopada 2016    | nadal                | Gruzińskie Marzenie             |